# Helena Nordheim
Helena Nordheim (Ámsterdam, Países Bajos, 1 de agosto de 1903-Campo de exterminio de Sobibor, Polonia, 2 de julio de 1943) fue una gimnasta artística judío-neerlandesa, campeona olímpica en Ámsterdam 1928 en el concurso por equipos.

## Carrera deportiva
En las Olimpiadas celebradas en Ámsterdam en 1928 gana medalla de oro en el concurso por equipos, por delante de las italianas y las británicas, siendo sus compañeras de equipo las gimnastas: Estella Agsteribbe, Alida van den Bos, Petronella Burgerhof, Elka de Levie, Jacomina van den Berg, Ans Polak, Petronella van Randwijk, Hendrika van Rumt, Jud Simons, Jacoba Stelma y Anna van der Vegt.

## Muerte
Nordheim fue enviada al campo de concentración de Westerbork (Países Bajos) en junio de 1943. Poco después fue deportada al campo de exterminio de Sobibor (Polonia), donde fue asesinada junto a su marido Abraham y su hija de diez años Rebecca.